# Waterlooville
Waterlooville är en stad i grevskapet Hampshire i södra England. Staden ligger i distriktet Havant, cirka 10 kilometer nordost om Portsmouth. Tätorten (built-up area) hade 34 772 invånare vid folkräkningen år 2021. Waterloo var en civil parish från 1858 till 1932 då den blev en del av Havant och Southwick and Widley. Civil parish hade 1 250 invånare år 1931.